# W doborowym towarzystwie
W doborowym towarzystwie (ang. In Good Company) – amerykański komediodramat filmowy z 2004 roku, w reżyserii Paula Weitza.

## Obsada
- Dennis Quaid – Dan Foreman
- Topher Grace – Carter Duryea
- Scarlett Johansson – Alex Foreman
- Marg Helgenberger – Ann Foreman
- David Paymer – Morty
- Clark Gregg – Mark Steckle
- Philip Baker Hall	– Eugene Kalb
- Selma Blair – Kimberly
- Frankie Faison – Corwin
- Ty Burrell – Enrique Colon
- Kevin Chapman – Lou
- Amy Aquino – Alicia
- Malcolm McDowell – Teddy K.

## Fabuła
Dan Foreman stoi na czele biura reklamy w tygodniku sportowym. Skończył właśnie 51 lat, ma za sobą udaną karierę, poukładane życie rodzinne, uważa się za człowieka sukcesu. Nagle - w związku ze zmianą struktury kadrowej koncernu, dla którego pracuje - zostaje niespodziewanie zdegradowany, a jego posadę zajmuje 26-letni Carter Durye.
Postać Teddego K., dyrektora korporacji medialnej, w której pracują bohaterowie filmu, wzorowana jest częściowo na Rupercie Murdochu.

## Nagrody
Film brał udział w festiwalu w Berlinie i był nominowany do Złotego Niedźwiedzia.

## Box office
| Świat | US$ 61 132 685 |